# 1383年
| 千纪： | 2千纪 |
| 世纪： | 13世纪 \| 14世纪 \| 15世纪                                                                                 |
| 年代： | 1350年代 \| 1360年代 \| 1370年代 \| 1380年代 \| 1390年代 \| 1400年代 \| 1410年代                           |
| 年份： | 1378年 \| 1379年 \| 1380年 \| 1381年 \| 1382年 \| 1383年 \| 1384年 \| 1385年 \| 1386年 \| 1387年 \| 1388年 |
| 纪年： | 癸亥年（猪年）；明洪武十六年；北元天元五年；越南昌符七年；日本南朝弘和三年，北朝永德三年                   |

## 大事记
- 5月17日——卡斯提爾王國和雷昂王國的國王胡安一世與葡萄牙的比阿特麗斯結婚。
- 10月22日——葡萄牙國王斐迪南一世去世，由他的女兒比阿特麗斯繼承。由於她已出嫁，因而引發內戰。
- 英国以羅馬教宗名义对支持亞維儂教廷的弗兰德伯國发动德賓塞十字軍。[1]
- 那不勒斯國王、匈牙利國王卡洛三世繼承亞蓋亞大公國。
- 金帳汗國脫脫迷失入侵莫斯科大公國，結束了1380年以來短暫的獨立。

## 出生
- 朱楹，明安惠王，明太祖朱元璋第二十二子。
- 朱高燧，明赵简王，明成祖朱棣第三子。